# Pentti Linkola
Kaarlo Pentti Linkola (Helsinki, 7 de diciembre de 1932-Sääksmäki, 5 de abril de 2020) fue un ornitólogo y ecologista finlandés. Escribió profusamente sobre sus ideas y fue muy conocido en su país. Vivió de manera sencilla y trabajó como pescador.
Gurú de la corriente ecofascista dentro de la ética ambiental, consideraba que la humanidad está destruyendo el medioambiente, y por eso planteaba como solución la reducción del número de personas en el mundo y la desindustrialización. Su ideal de sociedad era una dictadura totalitaria, gobernada por una élite intelectual, donde la mayor parte de la población tuviese el nivel de vida de la Edad Media y el consumo estuviese limitado solamente a recursos renovables.[cita requerida]

## Biografía
Linkola nació el 7 de diciembre de 1932. Creció en Helsinki y veraneaba en Kariniemi en Tyrväntö, en la granja de su abuelo materno, Hugo Suolahti. Su padre, Kaarlo Linkola, era botánico, fitogeógrafo y rector de la Universidad de Helsinki, y su abuelo Hugo había trabajado como rector de esa misma universidad. El medio hermano de Linkola, Anssi, murió durante la Guerra de Continuación contra la Unión Soviética en 1941, a la edad de 20 años. Un año después de la muerte de Anssi, Kaarlo murió de cáncer de próstata. Hugo luego murió en 1944 debido a un infarto. Linkola tenía una hermana mayor, Aira, y un hermano menor, Martti.
Después de graduarse de Helsingin Suomalainen Yhteiskoulu en 1950, Linkola estudió biología durante medio año y luego se convirtió en investigador. Vivió en Signilskär en las islas Åland y realizó observaciones ornitológicas. Aunque fue uno de los ornitólogos más famosos de Finlandia, Linkola abandonó su carrera investigadora para llevar una vida austera como pescador, ya que esto estaba en consonancia con sus enseñanzas. Estuvo involucrado en el Movimiento Koijärvi que comenzó en 1979, pero sus puntos de vista resultaron demasiado radicales para la política verde dominante.
En 1995, Linkola fundó la Fundación Finlandesa del Patrimonio de la Naturaleza (Luonnonperintösäätiö), que se concentra en preservar los pocos bosques antiguos que aún quedan en el sur de Finlandia y en otras áreas de conservación de la naturaleza. La fundación recibe donaciones de particulares y empresas, luego compra áreas forestales que se consideran lo suficientemente únicas como para merecer protección. Para 2017, la fundación había comprado 62 áreas protegidas, que abarcaban 145 hectáreas (360 acres) en total. En el 101 aniversario de la independencia de Finlandia, Linkola fue anunciada como ganadora de una encuesta realizada por la emisora nacional Yle para determinar quién había hecho más para preservar el patrimonio natural de Finlandia.
Linkola estuvo casado de 1961 a 1975 y tuvo dos hijos. Murió mientras dormía en su casa de Sääksmäki el 5 de abril de 2020.

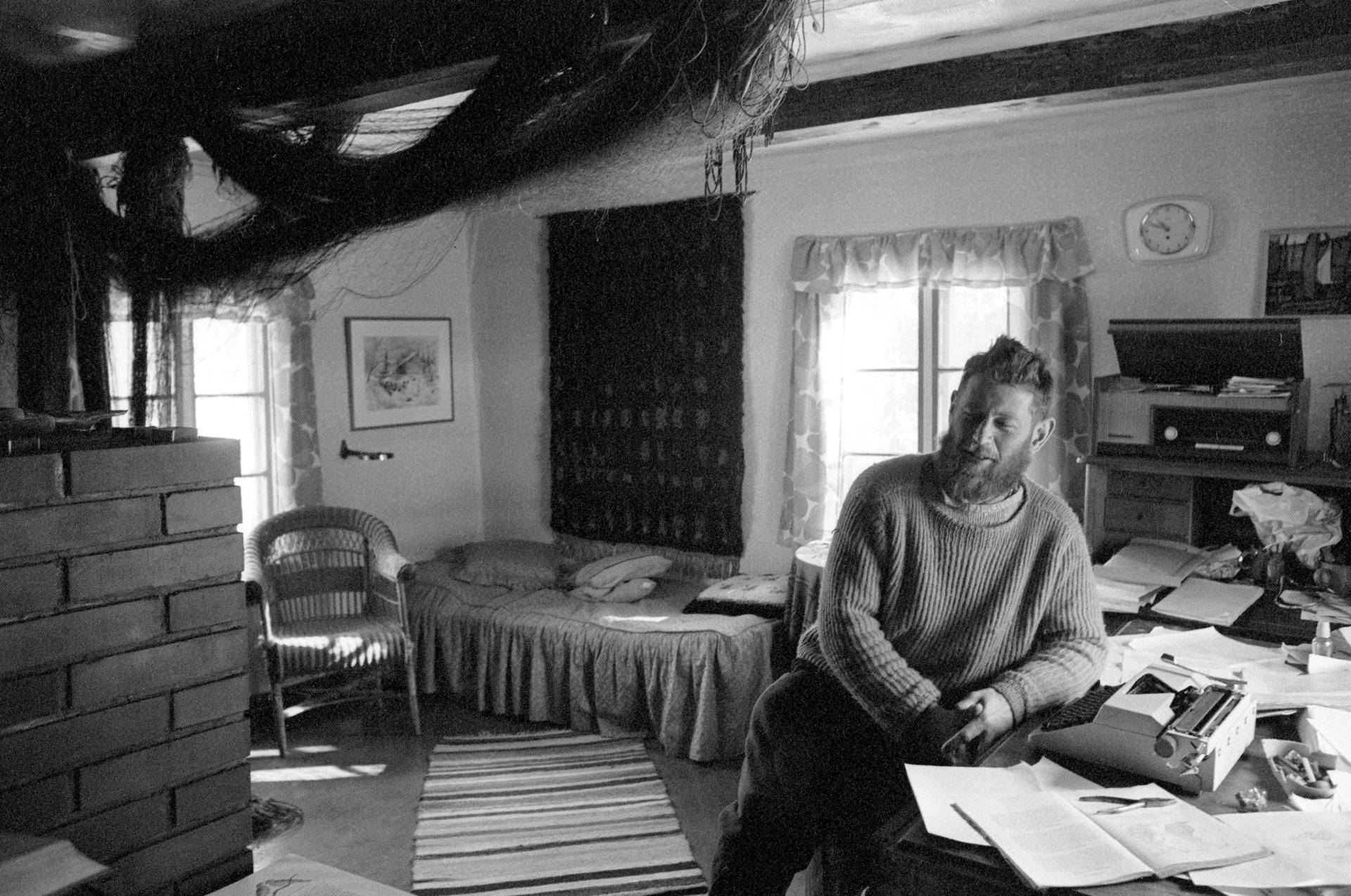
Fotografiado hacia 1969 en su casa de Kuhmoinen

## Ideas
En su colección de ensayos: Sueños sobre un mundo mejor ("Unelmat paremmasta maailmasta") (1971), escribió por primera vez su opinión sobre ecología. Continuó hablando contra el modo de vida del Occidente moderno, y contra la explotación de recursos naturales en sus siguientes libros Introducción al pensamiento de los 90 ("Johdatus 1990-luvun ajatteluun") (1989) y Podría la vida ganar ("Voisiko elämä voittaa") (2004), colecciones de escritos publicados en diversos periódicos y revistas finesas.
Las opiniones de Linkola se han descrito a veces como "ecofascistas". Creía que la democracia era un error, diciendo que prefería las dictaduras, y solo un cambio radical puede prevenir el colapso ecológico. Sostuvo que las poblaciones humanas del mundo, independientemente de si están desarrolladas o subdesarrolladas, no merecen sobrevivir a expensas de la biosfera en su conjunto. Muchos de los libros de Linkola solo se ven en finés, pero debido a la naturaleza intransigente de sus intereses, también ganó fama internacional.
Como filósofo, defendió que deben conservarse los ecosistemas y sus especies, dándoles prioridad sobre la vida de los individuos, a este planteamiento holista se le conoce como ecocentrismo. Por lo tanto, Linkola consideró éticamente aceptable que se maten individuos de otras especies si ello es necesario para conservar ecosistemas y especies. Linkola defendió que la humanidad regresase a un nicho ecológico, y abandonar la tecnología y el progreso económico. Asimismo, Linkola opinó que el crecimiento poblacional del tercer mundo era la mayor amenaza a la vida en la Tierra, lo cual le ha llevado a defender la eugenesia como posible forma de controlar la superpoblación. La postura ecologista de Linkola ha sido considerada exagerada y autoritaria desde posiciones del ecologismo antropocéntrico.